# 47 до н. е.

## Події
- 2 серпня — У бою біля Зели (Сирія) Гай Юлій Цезар розбив військо боспорського царя Фарнака II і послав про цю подію коротке повідомлення в Сенат: «Прийшов, побачив, переміг».

## Померли
- Фарнак II — боспорський цар 63—47 до н. е.